# Mansigné
Mansigné is een gemeente in het Franse departement Sarthe (regio Pays de la Loire). De plaats maakt deel uit van het arrondissement La Flèche. Mansigné telde op 1 januari 2022 1.550 inwoners.

## Geografie
De oppervlakte van Mansigné bedroeg op 1 januari 2022 36,31 vierkante kilometer; de bevolkingsdichtheid was toen 42,7 inwoners per km².

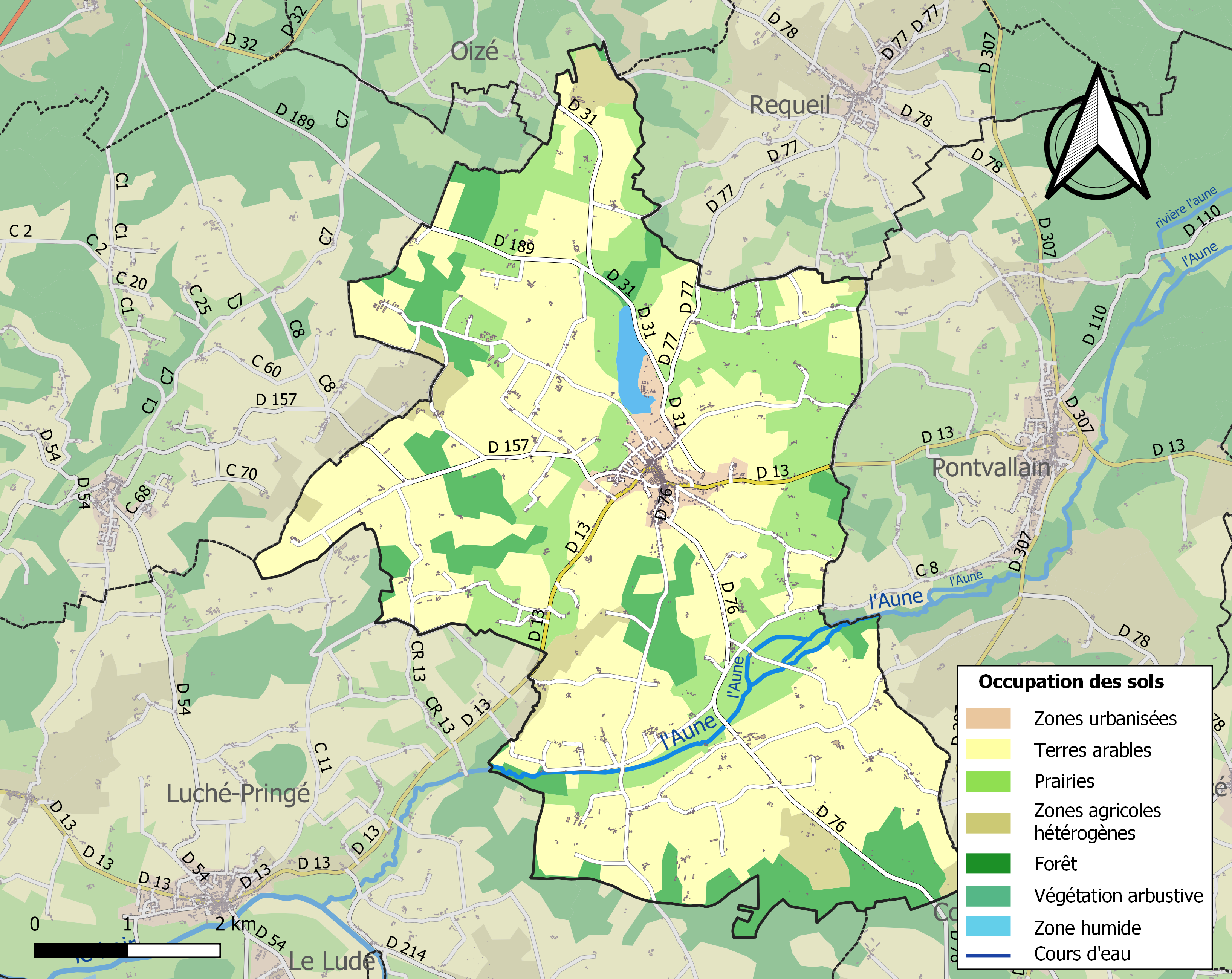
Kaart van de gemeente met de belangrijkste infrastructuur, bodemgebruik en omliggende gemeenten

## Demografie
Onderstaande figuur toont het verloop van het inwonertal (bron: INSEE-tellingen).